# جايمي أوليفر
جايمي أوليفر (بالإسبانية: Jaume Oliver i Frontera)‏ (1 أغسطس 1927 بسانتا ماريا ديل كامي في إسبانيا - 1998) هو ملاكم إسباني.

## وصلات خارجية
- جايمي أوليفر على موقع أوليمبيديا (الإنجليزية)